# Alparslan Türkeş
Alparslan Türkeş (prononcé [ɑɫp.ɑɾs.ɫɑn tyɾk.'ɛʃ ]), né le 25 novembre 1917 à Nicosie et mort le 4 avril 1997 à  Ankara est un homme politique turc et fondateur du parti nationaliste Parti d'action nationaliste (en turc : Milliyetçi Hareket Partisi, MHP) et des partis qui ont précédé celui-ci, dont les idéologies sont un nationalisme pan-turc.

## Biographie
Türkeş naît à Nicosie à Chypre le 20 novembre 1917, d’une famille originaire d’un village près de Kayseri en Turquie. Son vrai nom est inconnu, cité comme « Ali Arslan » ou « Hüseyin Feyzullah », selon les sources diverses. Par la suite, il adopte le pseudonyme d’Alparslan Türkeş. Alp Arslan était un sultan Seldjoukide au XIe siècle, les Seldjoukides étant considérés par l’idéologie nationaliste turque comme les ancêtres en ligne droite des Turcs actuels. Quant au nom Türkeş, il peut être considéré comme destiné à mettre en avant son appartenance turque.
Il est surnommé par les nationalistes turcs le Başbuğ, c’est-à-dire le « meneur » en français. C’est un ancien mot turc utilisé aujourd’hui exclusivement pour désigner Türkeş.

### Débuts
Il est l'un des auteurs du coup d’État militaire de 1960.
Il intègre le Parti républicain des paysans de la nation (CKMP) dans les années 1960, et en devient en 1965 le président. En 1969, le CKMP devient le Parti d'action nationaliste et adopte comme symbole un drapeau rouge avec trois croissants de lune, un ancien drapeau turc utilisé sous l’Empire ottoman.
Il devient Vice-Premier ministre turc (en) en 1975, en faisant partie du gouvernement de coalition. Türkeş brule de devenir le principal dirigeant turc mais les généraux le devancent le 12 septembre 1980 en prenant le pouvoir par un coup d'État violent et le général Kenan Evren devient président.
Dans le cadre de l'« affaire du MHP et des organisations nationalistes », il est jugé par une cour martiale qui requiert initialement la peine de mort contre lui. Le 29 avril 1981, il est finalement condamné à 11 ans et 10 mois de prison. Le 9 avril 1985, il est libéré après avoir passé près de quatre ans derrière les barreaux.
En 1987, son interdiction de participer à la vie politique est levée, il entre au MÇP (tr) (Parti nationaliste du travail) le 20 septembre et en est élu président le 4 octobre de la même année. Il revient au parlement en 1991 grâce à une coalition avec le Refah Partisi (Parti du bien-être).
En 1992, grâce à un changement de la loi, le MÇP reprend le nom de Milliyetçi Hareket Partisi. Il aide cette même année les Loups gris à s’infiltrer dans la politique azerbaïdjanaise en soutenant Aboulfaz Eltchibeï, qui sera élu président. Ce sera le début de l’implantation des Loups Gris dans la politique des ex-républiques soviétiques d’Asie Centrale. En 1995, il perd sa place au parlement.
Lui et les groupes nationalistes qu’il a dirigés ont pu acquérir beaucoup de pouvoir grâce à l’aide qu’ils pouvaient fournir dans la lutte contre les communistes et les rebelles kurdes en Turquie.

### Mort
Türkeş meurt d'une crise cardiaque le 4 avril 1997. Son enterrement est retransmis en direct à la télévision turque avec la présence de nombreuses personnalités turques et une cérémonie d'État est organisée pour l'occasion. Devlet Bahçeli lui succède à la tête du MHP.

## Idéologies et influences
Parmi les modèles de Türkeş on peut noter l’écrivain d’extrême droite Nihâl Atsız, de la première moitié du XXe siècle, écrivant sur la vie des Turcs des steppes d’Asie centrale il y a plusieurs siècles.
C’est une idéologie qui vise donc à glorifier un peuple turc existant et resté pur depuis des siècles, niant les mélanges incontestables qu’a provoqué l’Empire ottoman[non neutre]. Comme son mentor Nihal Atsız, Alpaslan Türkeş voit les Turcs comme un peuple directement issu des Huns.
Ses idées sur le plan économique, présentées dans le programme des « 9 lumières », prônent le développement des campagnes, le développement technique, le développement du pays. Les campagnes turques peu développées ont toujours été la base d’un soutien important pour les idées d’Alparslan Türkeş.
Alparslan a qualifié la récitation de l'appel à la prière en arabe de « trahison » dans une interview accordée après le coup d'État de 1960 et a déclaré : « Dans les mosquées turques, le Coran est récité en turc, et non en arabe. ».